# Snowboard nos Jogos Olímpicos de Inverno de 2010 - Snowboard cross feminino
A competição do snowboard cross feminino nos Jogos Olímpicos de Inverno de 2010 ocorreu no dia 16 de fevereiro de 2010 na Montanha Cypress, em West Vancouver.

## Medalhistas

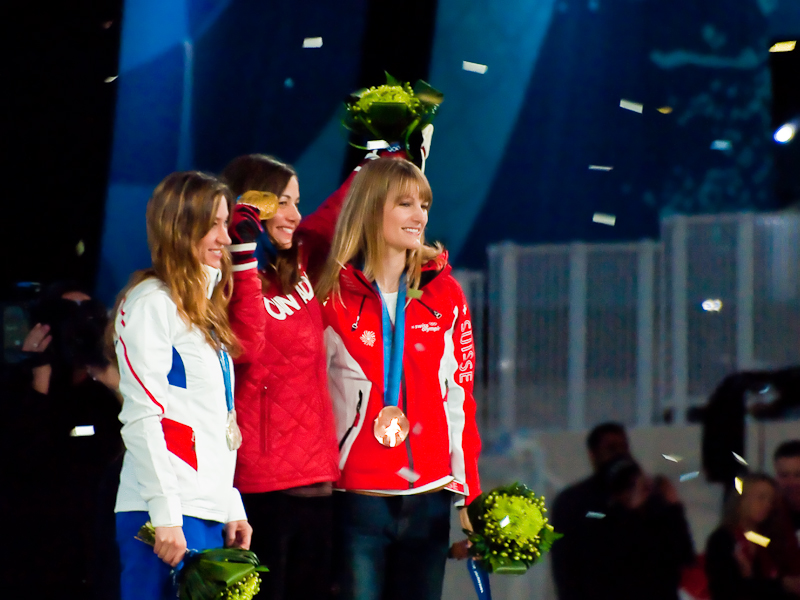
Medalhistas da prova.

| Ouro   | CAN Maëlle Ricker     |
| Prata  | FRA Déborah Anthonioz |
| Bronze | SUI Olivia Nobs       |

## Resultados

### Qualificatória
| Pos. | Bib | Atleta                      | 1ª descida | 2ª descida | Melhor  | Notas |
| ---- | --- | --------------------------- | ---------- | ---------- | ------- | ----- |
| 1    | 27  | SUI Mellie Francon          | 1:24.43    | 1:24.79    | 1:24.43 | Q     |
| 2    | 22  | USA Lindsey Jacobellis      | 1:26.13    | 1:25.41    | 1:25.41 | Q     |
| 3    | 20  | CAN Maëlle Ricker           | 1:43.59    | 1:25.45    | 1:25.45 | Q     |
| 4    | 30  | SUI Olivia Nobs             | 1:28.70    | 1:26.25    | 1:26.25 | Q     |
| 5    | 25  | NOR Helene Olafsen          | 1:40.43    | 1:26.94    | 1:26.94 | Q     |
| 6    | 31  | FRA Nelly Moenne Loccoz     | 1:27.31    | 1:42.92    | 1:27.31 | Q     |
| 7    | 28  | FRA Déborah Anthonioz       | 1:27.61    | 1:27.49    | 1:27.49 | Q     |
| 8    | 19  | GBR Zoe Gillings            | 1:27.93    | DNF        | 1:27.93 | Q     |
| 9    | 32  | SUI Simona Meiler           | 1:45.16    | 1:27.94    | 1:27.94 | Q     |
| 10   | 36  | AUT Doresia Krings          | 1:36.55    | 1:28.98    | 1:28.98 | Q     |
| 11   | 17  | SUI Sandra Frei             | 1:29.46    | 1:43.38    | 1:29.46 | Q     |
| 12   | 23  | USA Faye Gulini             | 1:30.75    | 1:43.29    | 1:30.75 | Q     |
| 13   | 37  | FRA Claire Chapotot         | DNF        | 1:30.89    | 1:30.89 | Q     |
| 14   | 33  | JPN Natsuko Doi             | 1:31.23    | DNF        | 1:31.23 | Q     |
| 15   | 39  | DEN Julie Wendel Lundholdt  | 1:31.29    | 1:44.62    | 1:31.29 | Q     |
| 16   | 35  | AUT Maria Ramberger         | 1:43.54    | 1:33.08    | 1:33.08 | Q     |
| 17   | 26  | ITA Raffaella Brutto        | 1:34.12    | 1:37.94    | 1:34.12 |       |
| 18   | 34  | AUS Stephanie Hickey        | 1:35.26    | DNF        | 1:35.26 |       |
| 19   | 29  | BRA Isabel Clark Ribeiro    | 1:41.10    | 1:51.65    | 1:41.10 |       |
| 20   | 21  | CAN Dominique Maltais       | DSQ        | 1:45.56    | 1:45.56 |       |
| 21   | 40  | USA Callan Chythlook-Sifsof | 1:59.04    | DNF        | 1:59.04 |       |
| -    | 18  | BUL Alexandra Jekova        | DNF        | DNS        | -       |       |
| -    | 24  | JPN Yuka Fujimori           | DNS        | -          | -       |       |
| -    | 38  | AUT Manuela Riegler         | DNS        | DNS        | -       |       |

### Fase eliminatória

#### Quartas de final
Nesta fase, as 16 competidoras foram divididas em 4 chaves de 4 competidores, com as duas primeiras de cada corrida avançando à próxima fase.
| Pos. | Nº | Atleta              | Notas |
| ---- | -- | ------------------- | ----- |
| 1    | 1  | SUI Mellie Francon  | Q     |
| 2    | 8  | GBR Zoe Gillings    | Q     |
| 3    | 9  | SUI Simona Meiller  |       |
| 4    | 16 | AUT Maria Ramberger |       |

| Pos. | Nº | Atletas             | Notas |
| ---- | -- | ------------------- | ----- |
| 1    | 4  | SUI Olivia Nobs     | Q     |
| 2    | 5  | NOR Helene Olafsen  | Q     |
| 3    | 12 | USA Faye Gulini     |       |
| 4    | 13 | FRA Claire Chapotot |       |

| Pos. | Nº | Atleta                  | Notas |
| ---- | -- | ----------------------- | ----- |
| 1    | 3  | CAN Maëlle Ricker       | Q     |
| 2    | 6  | FRA Nelly Moenne Loccoz | Q     |
| 3    | 14 | JPN Natsuko Doi         |       |
| 4    | 11 | SUI Sandra Frei         |       |

| Pos. | Nº | Atleta                     | Notas |
| ---- | -- | -------------------------- | ----- |
| 1    | 2  | USA Lindsey Jacobellis     | Q     |
| 2    | 7  | FRA Déborah Anthonioz      | Q     |
| 3    | 10 | AUT Doresia Krings         |       |
| 4    | 15 | DEN Julie Wendel Lundholdt |       |

#### Semifinais
Nesta fase, as 8 competidoras foram divididas em 2 chaves de 4 competidores, com as duas primeiras de cada corrida avançando para a final.
| Pos. | Nº | Atleta             | Notas |
| ---- | -- | ------------------ | ----- |
| 1    | 5  | NOR Helene Olafsen | Q     |
| 2    | 4  | SUI Olivia Nobs    | Q     |
| 3    | 8  | GBR Zoe Gillings   |       |
| 4    | 1  | SUI Mellie Francon |       |

| Pos. | N° | Atleta                  | Notas |
| ---- | -- | ----------------------- | ----- |
| 1    | 3  | CAN Maëlle Ricker       | Q     |
| 2    | 7  | FRA Déborah Anthonioz   | Q     |
| 3    | 6  | FRA Nelly Moenne Loccoz |       |
| 4    | 2  | USA Lindsey Jacobellis  |       |

#### Final
Pequena final (5º ao 8º)
| Pos. | Nº | Atleta                   |
| ---- | -- | ------------------------ |
| 5    | 2  | USA Lindsey Jacobellis   |
| 6    | 6  | FRA Nellie Moenne Loccoz |
| 7    | 1  | SUI Mellie Francon       |
| 8    | 8  | GBR Zoe Gillings         |

Grande final
| Pos.              | Nº | Atleta                |
| ----------------- | -- | --------------------- |
| Medalha de ouro   | 3  | CAN Maëlle Ricker     |
| Medalha de prata  | 7  | FRA Déborah Anthonioz |
| Medalha de bronze | 4  | SUI Olivia Nobs       |
| 4                 | 8  | NOR Helene Olafsen    |

Legenda
| Recorde mundial      | Recorde mundial (World record)               |                       | Recorde africano                      | Recorde africano (African) |                                           | Q | Classificado por posição (Qualified) |
| Recorde olímpico     | Recorde olímpico (Olympic record)            | Recorde da América    | Recorde da América (Americas)         | q                          | Classificado por melhor tempo (Qualified) |   |                                      |
| Melhor marca do ano  | Melhor marca do ano (World leading)          | Recorde asiático      | Recorde asiático (Asian)              | DNS                        | Não largou (Did not start)                |   |                                      |
| Recorde nacional     | Recorde nacional (National record)           | Recorde europeu       | Recorde europeu (European)            | DNF                        | Não terminou (Did not finish)             |   |                                      |
| Recorde pessoal      | Recorde pessoal do atleta (Personal best)    | Recorde da Oceania    | Recorde da Oceania (Oceania)          | DSQ / DQ                   | Desclassificado (Disqualified)            |   |                                      |
| Recorde da temporada | Recorde da temporada do atleta (Season best) | Recorde sul-americano | Recorde sul-americano (South America) | NM                         | Sem marca (No mark)                       |   |                                      |